# Église du Sacré-Cœur-de-Jésus de Nanning
L'église du Sacré-Cœur-de-Jésus de Nanning ( Mandarin : 南宁市耶稣圣心堂 Nánníng shì yēsū shèng xīn táng) est un édifice religieux de l'Archidiocèse de Nanning en Guangxi et la résidence du secrétaire-général de l'archidiocèse. 

## Histoire
En décembre 2018, l'évêque Joseph Tan Yanquan a été accusé de fraude après que les fidèles eurent remarqué que l'archidiocèse était endetté de 27 millions de yuans (environ 4 millions de $ US). Il est aussi accusé d'avoir signé un contrat de construction avec la Nanning Qiai Property Service Co en octobre 2018 pour la destruction de l'église du Sacré-Cœur et sa reconstruction en église à étages dont les étages inférieurs serviraient de locaux commerciaux avant de la revendre. Il a soi-disant utilisé la majorité des fonds pour créer cinq compagnies à son nom mais il a démenti toutes accusations. Le 28 décembre, les fidèles ont empêché des développeurs immobiliers de pénétrer à l'intérieur de l'église. Le 5 janvier 2019, la machinerie lourde de la Nanning Qiai Property Service Co s'apprêtait à détruire l'édifice mais en fut empêché par le gouvernement qui proclama un décret de protection temporaire. Le statut de celle-ci est encore instable à ce jour.